# Micropsectra diceras
Micropsectra diceras е насекомо от разред Двукрили (Diptera), семейство Хирономидни (Chironomidae). Този вид е ендемичен в Германия.